# Bertea
Bertea is een Roemeense gemeente in het district Prahova.
Bertea telt 3415 inwoners.